# Axa
AXA – francuskie przedsiębiorstwo ubezpieczeniowe, działające we wszystkich działach ubezpieczeń, uwzględniając ubezpieczenia na życie, chorobowe, majątkowe, komunikacyjne itd. Prowadzi także doradztwo inwestycyjne – Axa Investment Managers. Centrala spółki znajduje się w dzielnicy La Défense, w Paryżu.

## Historia
Firma z której narodził się koncern AXA powstała w latach 70. i nazywała się Ancienne Mutuel. Datą przełomową w historii ubezpieczyciela jest połączenie firmy-poprzedniczki AXA z paryskim ubezpieczycielem Union des assurances de Paris, które nastąpiło w 1996 roku. Wstępując na rynki zagraniczne ubezpieczyciel przyjął łatwą do zapamiętania i wymówienia nazwę AXA.
Firma w różnych krajach w jakich prowadzi interesy występuje pod różnymi nazwami, lub zakłada spółki-córki. W Stanach Zjednoczonych firma AXA Financial obejmuje takie podmioty jak AXA Advisors, AXA Network, AXA Equitable Life Insurance, Mutual of New York, Alliance Bernstein. W rejonie Azji i Pacyfiku działa AXA Asia Pacific Holdings Ltd (AXA APH), której akcje notowane są na australijskiej giełdzie (wchodzą w skład indeksu S&P/ASX 200).

## Grupa AXA
Rozwój międzynarodowy firmy AXA:
- W roku 1980 100% obrotów AXA realizowała we Francji
- W roku 1990 AXA realizowała 27% obrotów za granicą
- W roku 2002 AXA 79% obrotów zanotowała poza Francją

AXA znajduje się wśród największych ubezpieczycieli w Europie Zachodniej, Ameryce Północnej, w regionie Azji i Pacyfiku, a także na Bliskim Wschodzie.

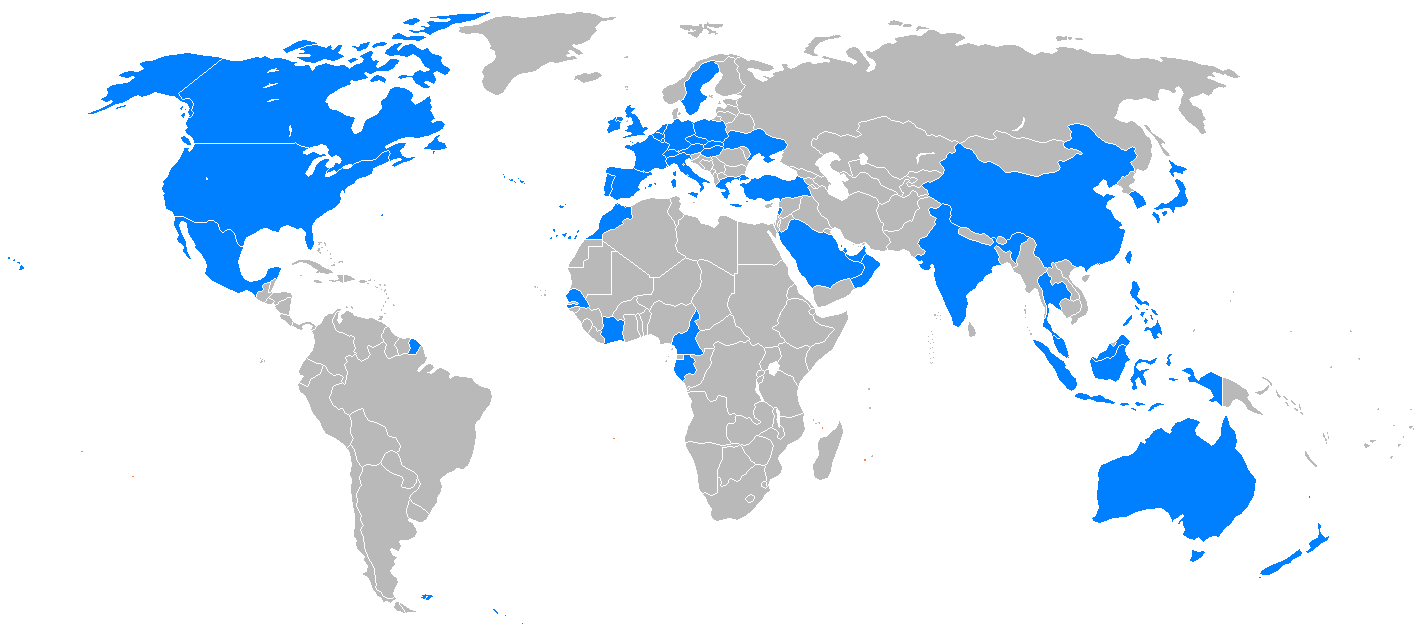
AXA na świecie

W roku 2006 AXA odkupiła od szwajcarskiego koncernu Credit Suisse spółkę Winterthur za 7,9 mld € (12,3 mld CHF).

## AXA w Polsce
W Polsce rozpoczęła działalność pod koniec 2006 roku od oferty ubezpieczeń komunikacyjnych dla osób fizycznych oferowanych w modelu direct, czyli przez telefon i Internet. Firma działa w formie oddziału o nazwie Avanssur SA i posługuje się marką AXA Direct.
W roku 2007 spółki Winterthur w Polsce zmieniły nazwy na:
- AXA Życie Towarzystwo Ubezpieczeń SA
- AXA Towarzystwo Ubezpieczeń SA
- AXA Powszechne Towarzystwo Emerytalne SA

Pierwsza nieudana próba wejścia na polski rynek związana była z udziałem w przetargu na pakiet kontrolny PZU, który został zakupiony poprzez konsorcjum Eureko.
Z dniem 1 stycznia 2008 działalność w Polsce rozpoczęła spółka dystrybucyjna – AXA Polska S.A.
W 2021 AXA została wykupiona przez firmę ubezpieczeniową Uniqa.

## Nagrody i wyróżnienia
- AXA Direct została w roku 2010 odznaczona Złotym Laurem Konsumenta w kategorii „Ubezpieczenia samochodowe”[3].

- W roku 2011 AXA została uznana najbardziej znaną marką ubezpieczeniową świata[4] oraz za jedną z najsilniejszych marek w Polsce, za co otrzymała statuetkę Superbrands[5].